# Enneapterygius abeli
Enneapterygius abeli és una espècie de peix de la família dels tripterígids i de l'ordre dels perciformes.

## Morfologia
- Els mascles poden assolir 2,5 cm de longitud total.[2]

## Hàbitat
És un peix marí de clima tropical i associat als esculls de corall.

## Distribució geogràfica
Es troba des del Mar Roig, i vorejant la costa de l'Àfrica oriental, fins al sud de KwaZulu-Natal (Sud-àfrica), Maurici, les Seychelles i Comores.